# 소명 (2009년 영화)
"소명"(Calling)은 한국에서 제작된 신현원 감독의 2009년 다큐멘터리 영화이다. 강명관 등이 주연으로 출연하였다.

## 출연

### 주연
- 강명관
- 심순주
- 유열

## 기타
- 제작관리: 더원
- 음향: 장철호
- 사진: 고천윤